# André Claveau
André Claveau (ur. 17 grudnia 1911 w Paryżu, zm. 4 lipca 2003 w Brassac) – francuski wokalista, scenograf, zwycięzca 3. Konkursu Piosenki Eurowizji w 1958 roku z utworem „Dors, mon amour” autorstwa Huberta Girauda i Pierre’a Delanoë’a.
Podczas II wojny światowej występował w kontrolowanym przez Niemców propagandowym Radio Paris. Po wyzwoleniu, za karę, przez dwa lata objęty był zakazem emisji.
7 lutego 1958 r. wygrał wewnętrzne francuskie eliminacje do Eurowizji, a w samym konkursie głosowali na niego jurorzy ze wszystkich uczestniczących krajów, poza Holandią.

## Single
- 1941: „Seul ce soir”
- 1942: „Les yeux d'Elsa”
- 1943: „J'ai pleuré sur tes pas”
- 1944: „Marjolaine”
- 1949: „Une nuit mon amour”
- 1950: „Domino”
- 1951: „Bon anniversaire, nos voeux les plus sincères”
- 1958: „Dors, mon amour”